# The Tiger Lily (film 1913)
The Tiger Lily è un cortometraggio muto del 1913 diretto da Van Dyke Brooke.

## Produzione
Il film fu prodotto dalla Vitagraph Company of America.

## Distribuzione
Distribuito dalla General Film Company, il film - un cortometraggio in tre rulli - uscì nelle sale cinematografiche statunitensi il 2 luglio 1913.